# Conacul Mociornița
Conacul Mociornița este un monument istoric aflat pe teritoriul satului Singureni, comuna Singureni, proprietate a familiei KREMEUR prin SC CASTEL SINGURENI SRL.